# ایزدمرغ جوبی
ایزدمرغ جوبی (نام علمی: Manucodia jobiensis) نام یک گونه از سرده ایزدمرغ است.